# Herrlisheim-près-Colmar
Herrlisheim-près-Colmar är en kommun i departementet Haut-Rhin i regionen Grand Est (tidigare regionen Alsace) i nordöstra Frankrike. Kommunen ligger i kantonen Wintzenheim som tillhör arrondissementet Colmar. År 2022 hade Herrlisheim-près-Colmar 1 903 invånare.

## Befolkningsutveckling
Antalet invånare i kommunen Herrlisheim-près-Colmar
| Referens: INSEE |